# Cat Scratch Fever

Cat Scratch Fever es el tercer álbum de estudio del guitarrista estadounidense Ted Nugent. El vocalista Derek St. Holmes, quien había abandonado a la agrupación durante la grabación del álbum Free-for-All, retornó a la banda para grabar este disco. El álbum representó un éxito comercial, y logró el certificado de multiplatino, debido principalmente a la canción homónima.

## Lista de canciones
1. "Cat Scratch Fever" – 3:41
2. "Wang Dang Sweet Poontang" – 3:17
3. "Death by Misadventure" – 3:31
4. "Live It Up" – 4:02
5. "Home Bound" (Instrumental) – 4:43
6. "Workin' Hard, Playin' Hard" – 5:44
7. "Sweet Sally" – 2:34
8. "A Thousand Knives" – 4:48
9. "Fist Fightin' Son of a Gun" – 2:51
10. "Out of Control" – 3:27

## Personal
- Derek St. Holmes – voz, guitarra
- Ted Nugent – guitarra, voz
- Rob Grange – bajo
- Cliff Davies – batería